# 奉天纺纱厂
奉天纺纱厂，其旧址位于辽宁省沈阳市和平区抚顺路6号，中国东北地区在近代最早，规模最大的近代民族纺织工业的代表。

## 历史沿革
清末，东北地区居民生活所用布匹，全是农民手工织就的粗布，工艺落后，质量产量均低于山东、河北、江浙一带。第二次鸦片战争后，西方现代纺织业生产的“洋布”通过通商口岸进入东北，并于20世纪初已深入民间。第一次世界大战时期，东北地区实业萧条，物价日贵，物品奇缺，棉布成为最奇缺的物品之一。由于近代东北缺乏现代棉纺企业，百姓衣着多系外货，百姓衣着断源。1919年，奉系军阀首领张作霖听从奉天省代省长王永江的建议，决定在奉天省城筹设官商合办的纺纱厂生产“洋布”，是为奉天纺纱厂。1923年7月，奉天纺纱厂购置美国机器设备并正式投产。1929年，奉天纺纱厂改名为辽宁纺纱厂。同年，时任中共满洲省委书记刘少奇在奉天纺纱厂领导工人运动。 1931年，九一八事变后，工厂又更名为日本纺纱托拉斯钟渊纺纱株式会社奉天纺纱厂。1948年，工厂由中共中央东北局接管后几经更名并于1955年最终定名为沈阳纺纱厂。

## 建筑
奉天纺纱厂办公大楼为青砖起脊瓦顶砖木结构二层建筑。大楼整体为欧式风格。一层南侧为走廊，并与弧形套窗相连。二层南侧为宝瓶式护栏阳台，并于门楣处雕刻有“奉天纺纱厂”厂名。原办公大楼已经拆除，现存建筑为原貌复建。